# Трудовое (Хмельницкая область)
Трудовое (укр. Трудове) — село в Красиловском районе Хмельницкой области Украины.
Население по переписи 2020 года составляло 77 человек. Почтовый индекс — 31051. Телефонный код — 3855. Занимает площадь 0,76 км². Код КОАТУУ — 6822782405.

## Местный совет
31051, Хмельницкая область, Красиловский район, село Глебки, ул. Центральная